# Scopula rubrosignaria
Scopula rubrosignaria är en fjärilsart som beskrevs av Paul Mabille 1900. Scopula rubrosignaria ingår i släktet Scopula och familjen mätare. Inga underarter finns listade.